# Espaloian
Espaloian es el quinto álbum del grupo musical vasco Itoiz, publicado en 1985.
Tras la publicación de Musikaz blai, el nuevo guitarrista Jean-Marie Ecay abandona Itoiz para irse a la Orquesta Mondragón. Sin embargo, ante los buenos resultados comerciales del disco, decide volver para la grabación de Espaloian. En este disco, Ecay se encarga de todas las guitarras lo que, unido a la marcha del teclista Antton Fernández, único miembro de Itoiz que había participado en todos los discos anteriores (además del líder Juan Carlos Pérez), acrecienta su influencia musical en el sonido del grupo.
Como ya habían hecho en varios discos anteriores, Itoiz recurrió a varios poetas vascos para escribir las letras del disco, entre los cuales se encontraba Bernardo Atxaga. Suyas son, entre otras,  las letras de los dos mayores éxitos del disco, Hegal egiten y Tximeleta reggae.

## Lista de canciones
1. Egun motela - 4:32
2. Hegal egiten - 4:23
3. Berandu da - 4:07
4. Espaloian - 4:20
5. Taxi horiak - 2:38
6. Tximeleta reggae - 3:21
7. Telefonoan - 4:35
8. Abar irratia - 3:18
9. Clash eta Pistols - 3:37

## Integrantes
- Juan Carlos Pérez - Voz
- Jose Foisis Gárate- Bajo y voces
- Jimmy Arrabit - Batería
- Jean-Marie Ecay - Guitarras y bajo
- Pablo Novoa - Teclados
- Andrzej Olejniczak - Saxofones

- Datos: Q8778460